# Union (métro de Toronto)
Pour les articles homonymes, voir Union.
Union est une station de métro sur la ligne 1 Yonge-University à Toronto, en Ontario, au Canada. Elle a ouvert en 1954 comme l'une des douze stations originales de la première phase de la ligne Yonge, la première ligne de métro au Canada. Elle était le terminus sud de la ligne jusqu'à l'ouverture du tronçon University en 1963, et est aujourd'hui le point d'inflexion de la ligne en forme de U. Avec la station Spadina, c'est l'une des deux stations ouvertes la nuit pour accueillir les lignes de tramway de nuit.
La station Union est située sur Front Street, entre les tronçons Yonge et University de la ligne de métro. Elle porte le nom de la gare ferroviaire et du terminus d'autobus régional du même nom, auxquels elle est directement reliée. Elle dessert toutes les lignes de train et bus correspondants de GO Transit, ainsi que les trains interurbains de Via Rail Canada (y compris le train Maple Leaf à destination de New York). Elle est reliée à l'Union Pearson Express (UPX), une liaison ferroviaire dédiée à l'aéroport international Pearson de Toronto. Il s'agit de la seule station de métro qui dispose d'une connexion directe avec les services de Via Rail.
Sur la base de la grille de rues de Toronto, Union est la station de métro la plus au sud et la plus proche du lac Ontario. Toutefois, si l'on se réfère aux directions standard de la boussole, les stations Kipling et Islington sont plus au sud. Elle accueille environ 100 000 personnes par jour, ce qui fait la quatrième station la plus fréquentée du système, après Bloor-Yonge, St. George et Sheppard-Yonge, et la plus fréquentée par une seule ligne. À côté de la station de métro se trouve une boucle terminale souterraine pour les lignes de tramway 509 Harbourfront et 510 Spadina.
En 2007, la station est devenue le premier endroit de la TTC où les cartes Presto pouvaient être utilisées, dans le cadre d'un essai. Le service Wi-Fi est disponible dans cette station depuis 2014.

## Situation sur le réseau
Établie en souterrain, la station Union de la ligne 1 Yonge-University, précède la station St. Andrew, en direction du terminus Vaughan Metropolitan Centre, et elle est précédée par la station King, en direction du terminus Finch.

## Histoire

### Début de construction

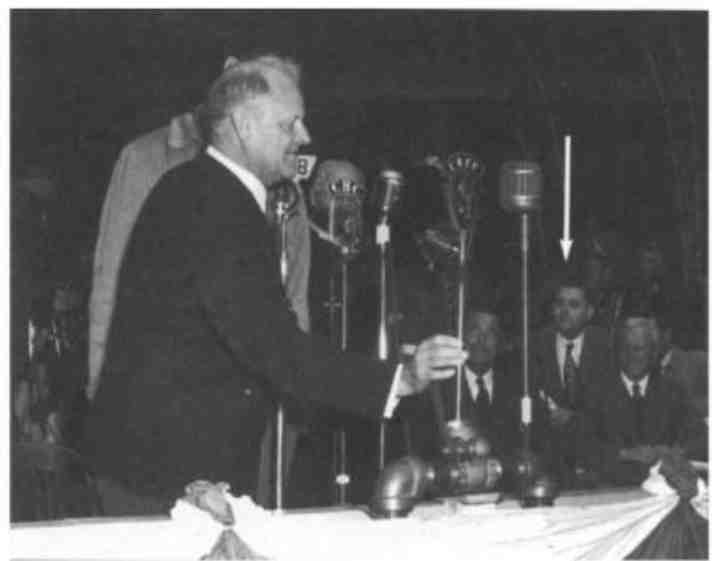
Lancement officiel de la première pile du premier métro de la TTC

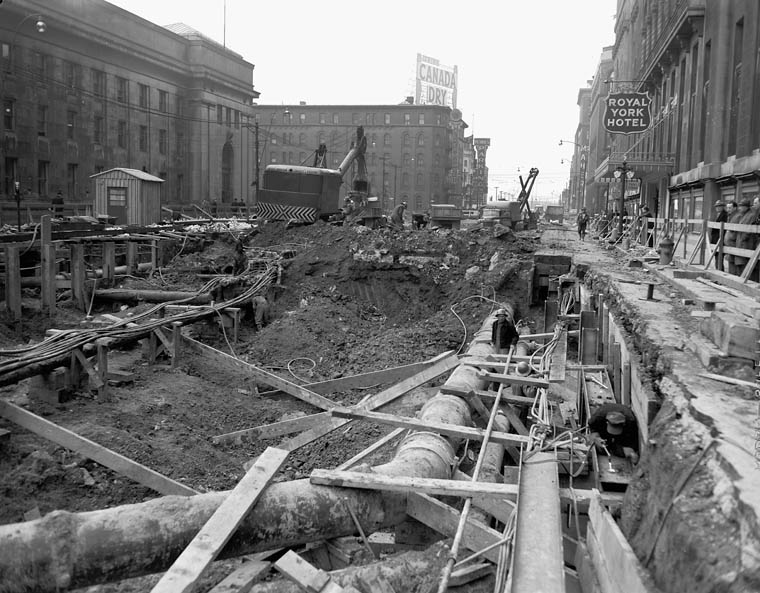
Rue Front à Toronto, excavée en 1950 pour le nouveau métro

Les travaux de la station de métro Union ont débuté le 8 septembre 1949 par une cérémonie animée par Monty Hall (plus tard connu sous le nom de Let's Make a Deal) et retransmise en direct par toutes les stations de radio locales. Au plus fort de la cérémonie, le lieutenant-gouverneur de l'Ontario, Ray Lawson, est monté à l'intérieur d'un marteau-pilon et a actionné le levier qui a mis en place le premier pieu vertical. Des ouvriers ont ensuite pris le relais pour poursuivre le travail pendant que les invités officiels se rendaient à l'hôtel Royal York.
La station Union et le tunnel ont été construits selon la méthode de la tranchée couverte. La rue Front a été creusée sur plusieurs pieds avant qu'un tablier en bois ne soit placé au-dessus pour permettre le trafic, y compris le tramway Yonge, de revenir pendant que les travaux se poursuivaient sous la rue. La structure en béton de la station a été construite dans l'espace situé entre la gare Union et l'hôtel Royal York. Une fois le toit en place, la rue située au-dessus a pu être remplie et asphaltée, et les ouvriers sont partis poser les voies et mettre la dernière main avant l'ouverture.
Pour la construction du métro de Toronto, la tranchée couverte a été préférée au forage de tunnels parce qu'elle était moins coûteuse, mais elle limitait l'emplacement des stations et des voies. L'expropriation des propriétés du centre-ville étant très coûteuse, la Commission de transport de Toronto, ne pouvait pas construire que sous les rues Yonge et Front. Cela limitait la taille de la station, qui devait soit s'insérer entre les bâtiments sous l'emprise de la rue, soit nécessiter des travaux coûteux pour consolider les structures tout en passant sous les bâtiments. La TTC et la ville de Toronto devraient payer pour cette décision de conception, bien que l'emplacement de la station Union par rapport à la gare ferroviaire rende l'expansion plus faisable.

### Mise en service

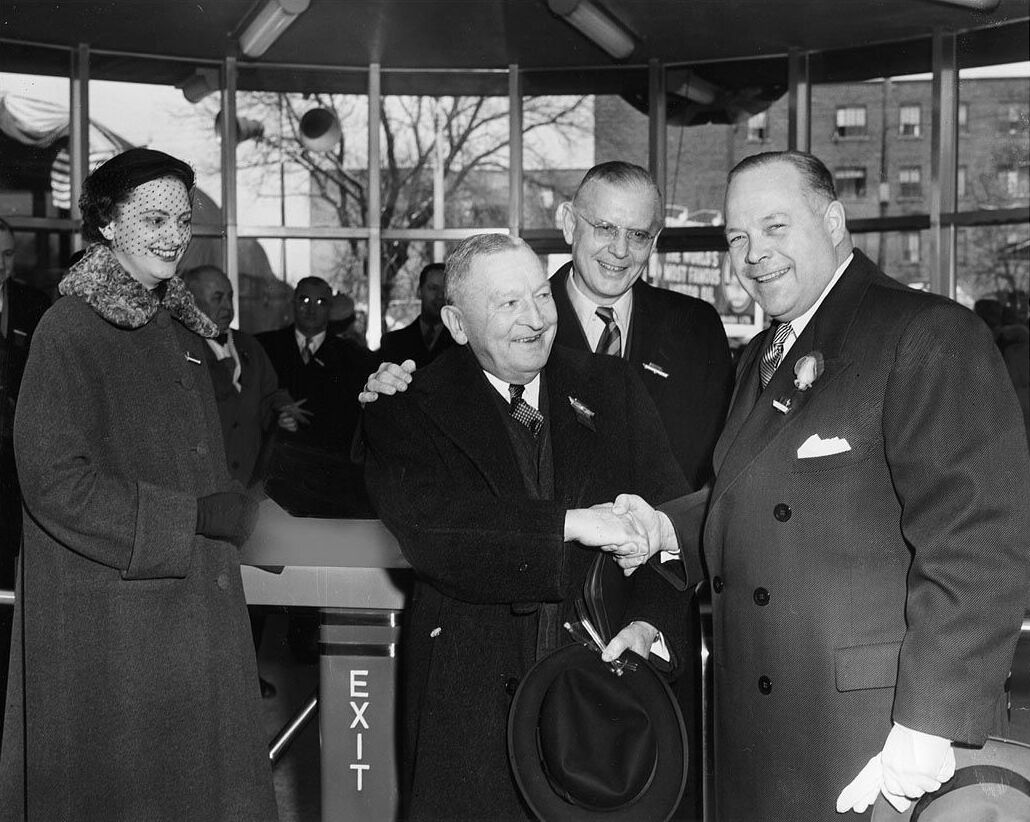
Inauguration du métro de Yonge Street, le maire de Toronto, Allan Lamport, et le premier ministre de l'Ontario, Leslie Frost

Le mardi 30 mars 1954, à 11h30, le métro Yonge est inauguré avec enthousiasme. Le premier ministre de l'Ontario, Leslie Frost, s'adresse à la foule à la station Davisville et, en compagnie du maire de Toronto, Allan Lamport, appuie sur l'aiguillage qui modifie le signal permettant au premier train officiel d'entrer dans la station et de prendre en charge les plus de 600 invités. Ce train a quitté la station Davisville à 11h50 et est arrivé à Union à 12h10 exactement. Les invités, ainsi que d'autres personnes d'un deuxième train de débordement qui est arrivé peu après, ont quitté la station pour l'hôtel Royal York, et la station de métro Union a officiellement ouvert ses portes au public à 13h30.
La station Union a ouvert ses portes en tant que terminus de la ligne de métro Yonge, et elle partageait de nombreuses caractéristiques de conception avec les onze autres stations de la ligne. Les murs de la station étaient recouverts des mêmes carreaux de Vitrolite brillants que ceux des autres stations, avec des carreaux à fond jaune (comme ceux des stations St. Clair, Bloor et Dundas), et des lettres et garnitures rouges (comme celles des stations Summerhill et College). Le nom de la station « Union » a été gravé au jet de sable sur les murs et les garnitures dans la police de caractères uniques de la TTC, inspirée de Gill Sans.
Comme l'autre station terminale, Eglinton, la station Union disposait d'un seul quai central, avec des voies de part et d'autre. Les trains arrivant à la station utilisaient une liaison à l'est de la gare pour accéder à l'un ou l'autre des quais pour les correspondances et les rebroussements. En raison de la courbe prononcée qui existait entre les stations King et Union, les voies de croisement ont dû être construites à un angle plus doux, ce qui signifiait que les cœurs de croisement normaux ne fonctionneraient pas au centre du losange de croisement. La TTC a donc installé un croisement à cœur double, qui pouvait être réglé pour une voie ou l'autre, en fonction de l'alignement des aiguillages d'entrée.
Des escaliers réguliers et un escalier mécanique menaient du quai à une mezzanine, où une seule zone de perception accueillait les clients. Une seule cage d'escalier menait à une zone d'entrée avec deux séries d'escaliers menant au côté sud de la rue Front, juste à l'est des portes d'entrée de la gare Union.
La station Union bénéficiait également d'une connexion directe avec la gare Union, située immédiatement au sud. La gare et la station étaient reliées par un tunnel qui commençait par une rampe près du palier au bas des escaliers menant entre la station et le côté sud de la rue Front. Les passagers descendaient cette rampe, puis tournaient vers le sud, passant sous les douves de la gare Union et remontant par un escalier régulier et un escalier mécanique dans ce qui est aujourd'hui le hall des arrivées de Via Rail.

### Les besoins de l'époque
Bien que les douze stations originales du métro Yonge ait été louées pour leur sensibilité fonctionnelle moderniste, il ne fait aucun doute que la station Union, comme le reste du métro, a été construite modestement. À l'époque, la quasi-totalité du côut de la construction du métro a été financée par les recettes de tarification, par opposition aux subventions publiques. Bien que 67 millions de dollars aient été dépensés pour la construction de la ligne, les ressources de la TTC étaient limitées, et aucun argent n'a donc été dépensé pour des « fioritures » telles que des voies express ou des quais plus larges.
En outre, les besoins de la station à l'époque n'étaient pas considérés comme très importants. Certes, la station Union était une destination majeure, desservie par des trains de passagers en provenance de Montréal, Vancouver, New York et Chicago, mais elle n'était pas le centre de banlieue qu'elle est devenue dans les années 1970, et encore moins le nœud de transport régional qu'elle est aujourd'hui. En outre, l'emplacement d'Union à l'angle de Bay et Front le plaçait à l'extrême sud du centre-ville de Toronto, loin des immeubles de bureaux de la rue King où la plupart des passagers devaient se rendre. La rue Front était davantage un quartier d'entrepôts, avec une seule ligne de tramway reliant la station aux quais de traversier et aux terrains portuaires de Toronto. La station Union n'était pas Eglinton, où la TTC s'attendait à ce que la plupart des passagers se dirigent vers les autobus de banlieue et les trolleybus pour poursuivre leur voyage vers leur domicile. Union était un appendice du métro de centre-ville, où la plupart des passagers étaient déjà descendus pour se rendre au travail.

### Tronçon University

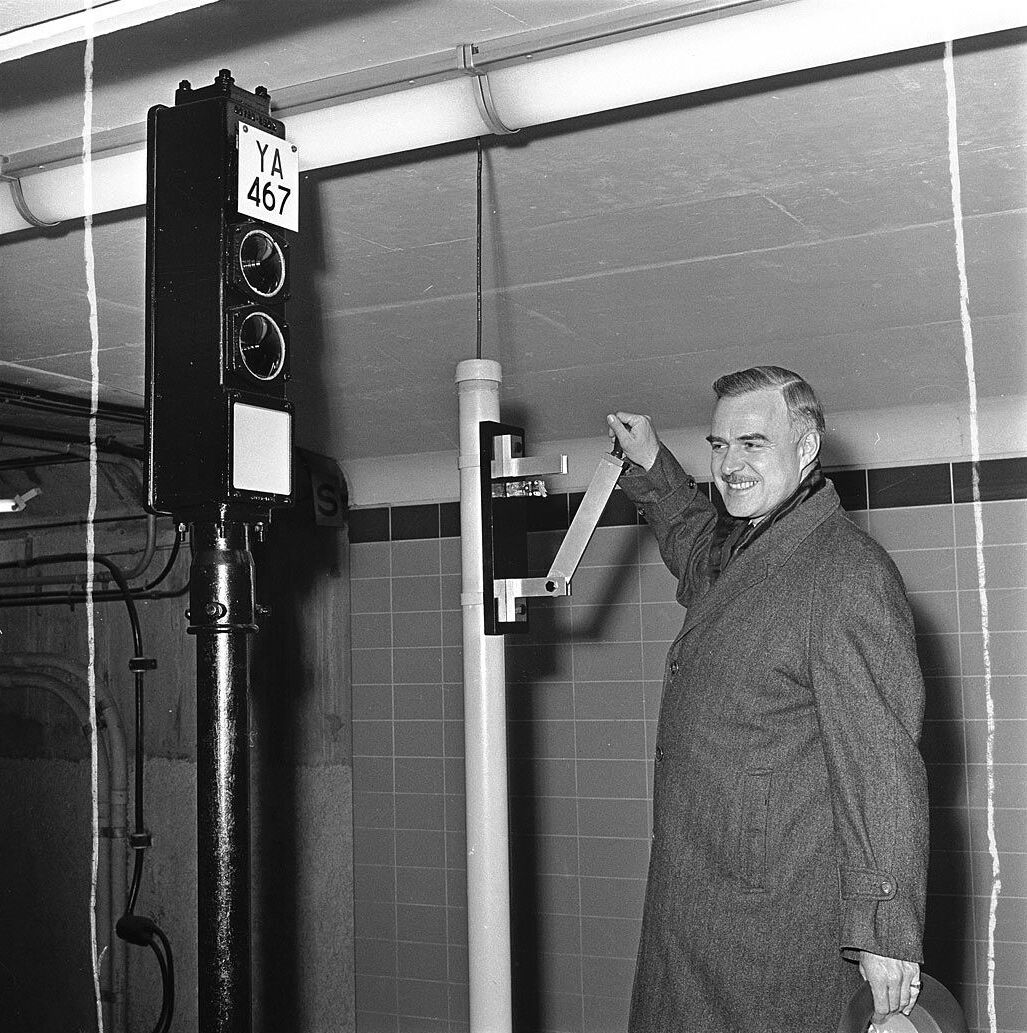
Le premier ministre ontarien Robarts inaugure le tronçon University du métro de Toronto, le 28 février 1960.

Dans les années qui suivent, cette évaluation semble se vérifier, car la fréquentation des chemins de fer canadiens chute en raison de la concurrence de l'avion et de l'automobile privée. Même le statut de gare terminale d'Union commence à être remis en question. À la fin des années 1950, des propositions ont fait surface pour prolonger le métro à partir d'Union pour joindre une ligne de métro transversale opérant le long de la rue Bloor. Le 16 novembre 1959, le premier ministre de l'Ontario, Leslie Frost, a de nouveau appuyé sur le levier pour lancer officiellement la construction du tronçon University, qui a ouvert ses portes au public le 28 février 1963,.
L'ouverture du tronçon University signifiait que le nouveau terminus était la station St. George. Cette station était également approchée par une courbe prononcée, ce qui a conduit la TTC à reprendre les voies de croisement spécialisées à Union et à les réaffecter à l'est du nouveau terminus. Une seule liaison a cependant été mise en service, à laquelle on accède en inversant les trains sur les voies du nord (en direction de St. George) et en sortant sur les voies du sud (en direction d'Eglinton). Cette liaison est encore utilisée pour des trajets courts occasionnels. Ces trajets courts sont devenus beaucoup plus fréquents à partir du 23 juin 1969, lorsque la TTC a mis fin au service après 21h45, du lundi au samedi, et toute la journée le dimanche et les jours fériés, en raison de la faible fréquentation du tronçon University. Cette configuration s'est poursuivie jusqu'à l'ouverture du tronçon Spadina le 28 janvier 1978.
Le tronçon University comportait également une voie de garage entre les stations St. Andrew et Union, accessible depuis les deux voies de services des deux stations, et utile à la fois comme croisement et pour garer un train hors service jusqu'à ce qu'il soit nécessaire sur la ligne. La TTC a utilisé cette voie surtout dans les années 1980, pour combler les lacunes pendant les heures de pointe et pour faire passer les trains avant les foules quittant le Skydome après les grands événements.

### Connexions avec la gare et leToronto souterrain

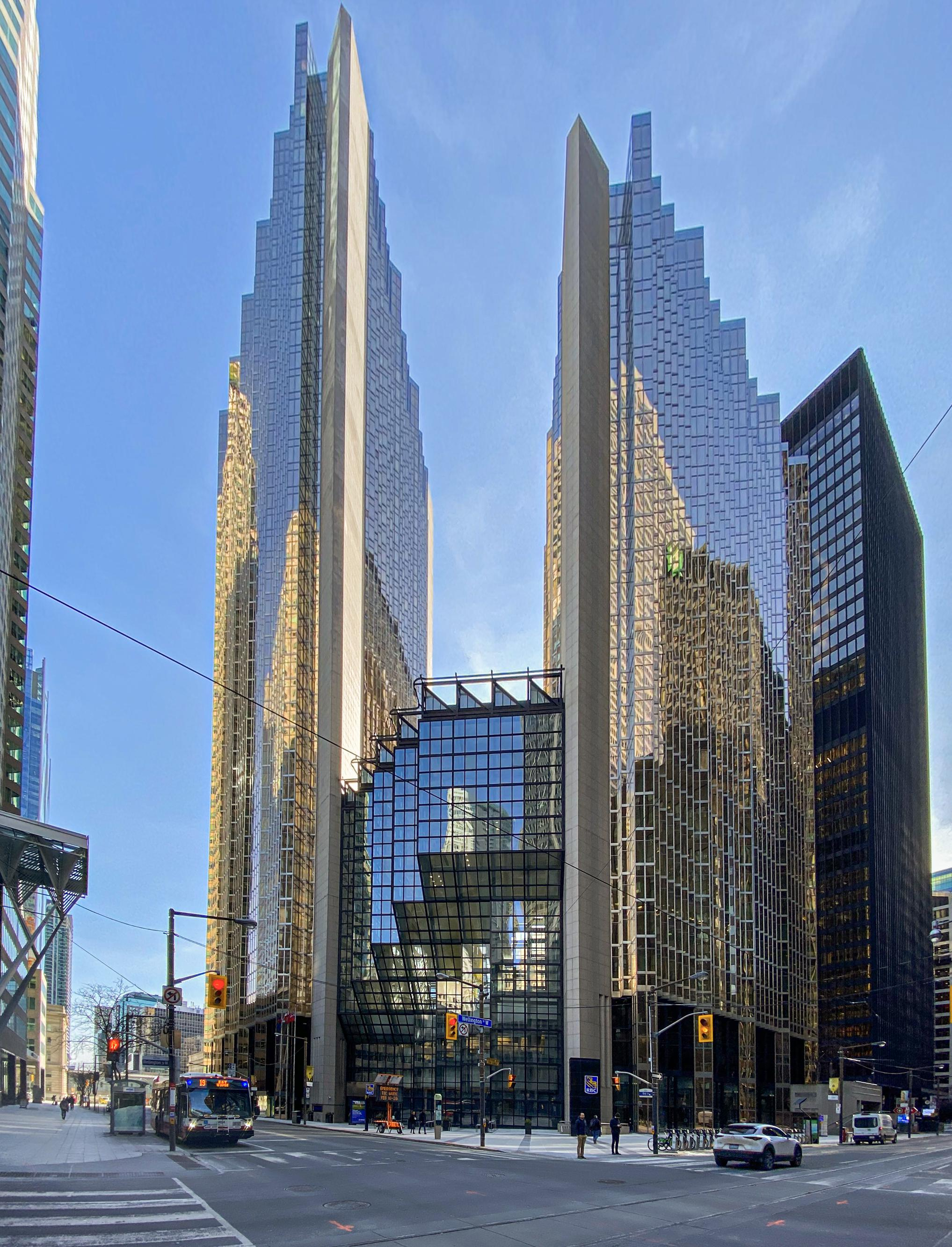
Royal Bank Plaza a été le premier bâtiment commercial à avoir un accès direct à la station de métro.

À la fin des années 1960, la croissance du centre-ville de Toronto et le réaménagement de ses zones industrielles à des fins commerciales ont augmenté la fréquentation de la station de métro Union. L'arrivée de GO Transit et l'importance croissante des services de train de banlieue à la gare ont contribué à cette augmentation. Ironiquement, c'est à cette époque que l'existence même de la station de métro est remise en question. Les projets de réaménagement des terrains ferroviaires situés au sud de la rue Front, y compris la construction d'une immense tour de bureaux et de logements appelée « Metro Centre », prévoyaient le remplacement de l'emblématique gare Union par une structure moderne et modeste située sous un centre commercial. Le projet Metro Centre prévoyait également le prolongement des tronçons Yonge et Spadina vers le sud, afin qu'ils se rejoignent à une station située sous Queen's Quay. La station de métro Union serait remplacée par deux arrêts, l'un sur Yonge et l'autre sur York, à l'intersection de ces deux rues et de Front.
Le développement du Metro Centre a été abandonné à la suite de l'opposition populaire qui a élu un nouveau conseil municipal en 1972, ce qui a conduit à la déclaration de la gare Union en tant que lieu historique national du Canada en 1975. Cependant, le centre-ville de Toronto était en train de changer, les immeubles de bureaux remplaçant les anciens entrepôts au sud de Wellington, et la station de métro Union était vouée à changer en même temps. En 1977, la TTC et les promoteurs du Royal Bank Plaza ont révisé la station Union afin de créer une liaison souterraine avec l'imposant immeuble de bureaux. L'entrée est reliée au réseau de tunnels en plein essor qui relie les bâtiments du quartier financier de Toronto (portant à l'origine le nom officieux de « ville souterraine », il a été officiellement rebaptisé réseau PATH en 1990).
À cette époque, 51 227 passagers empruntent chaque jour la station de métro, soit près de deux fois plus que lors de son ouverture en 1954. La mezzanine de la station ne fait que 1 920 pieds carrés et est pleine à craquer. En 1979, la ville de Toronto a approuvé un plan de 2,8 millions de dollars pour agrandir la mezzanine à 9 400 pieds carrés, ce qui a nécessité l'enlèvement de plus de 8 600 mètres cubes de terre et de 100 mètres cubes de roches. Les rénovations ont permis d'améliorer la liaison entre la station de métro et la gare ferroviaire, offrant ainsi un accès plus pratique au nouveau hall de GO Transit. La zone de perception à la mezzanine de la station a été revue et divisée en deux, afin de permettre aux piétons de traverser la gare depuis le nouveau hall jusqu'aux tours de bureaux situées au nord.
À l'époque, cette expansion a été présentée par la Commission comme la « phase 1 ». La phase 2 aurait été encore plus ambitieuse, en agrandissant encore le niveau de la mezzanine et en aménageant l'espace au niveau des quais pour deux quais de métro supplémentaire et deux voies additionnelles. Cet aménagement aurait permis à la Commission de diviser l'expoitation des lignes de métro Yonge et University-Spadina à Union pour plus d'efficacité. Cependant, malgré la vantardise de la proposition de la TTC, la phase 2 n'a jamais été approuvée par la ville et n'a jamais fait l'objet d'une mise en œuvre. Il faudra attendre encore 35 ans pour qu'un quai supplémentaire soit ouvert à la station Union, et il ne s'agissait pas de voies supplémentaires.
Lors de la rénovation de 1979, le tunnel original reliant la station de métro à la gare ferroviaire a été interdit d'accès et largement oublié. Le tunnel est resté en place, accessible par des portes verrouillées au personnel autorisé et aux explorateurs urbains occasionnels. Ce n'est que lors de la construction de la station en 2010 que ce tunnel a été creusé et reconstruit, le faisant disparaître dans l'histoire.
Les rénovations se sont poursuivies au début des années 1980, les équipes de travail remplaçant les carreaux Vitrolite d'origine (qui se fissuraient et dont le produit n'était plus commercialisé) par des carreaux de céramique plus durables qui donnaient une nouvelle apparence à la station.

### Augmentation du trafic dans les années 1980
Au début des années 1980, des propositions sont apparues pour faire face à l'augmentation du trafic sur le réseau de métro de Toronto, qui aurait pu avoir un impact significatif sur la station Union. Le tronçon Yonge ayant atteint sa capacité d'exploitation (en particulier à la station Bloor-Yonge), les planificateurs de la TTC et de la Communauté urbaine de Toronto ont proposé la construction d'une « Relief Line », une ligne qui désengorgerait le trafic au centre-ville, de la station Pape, vers le sud jusqu'à l'avenue Eastern et vers l'ouest le long de Front jusqu'à Spadina, afin de fournir un service supplémentaire au centre-ville et de permettre aux banlieusards de Scarborough de contourner la station Bloor-Yonge, très fréquentée.
Aucun projet réel n'a fait surface pour montrer comment fonctionnerait un tel échangeur (bien qu'un rapport ait suggéré que la ligne pourrait utiliser la technologie du « système de transit à capacité intermédiaire » (ICTS), comme la Scarborough RT, et fonctionner comme une ligne surélevée au-dessus de la rue Front), la TTC a reconnu qu'un tel pôle d'échanges était une entreprise de grande envergure, ce qui a conduit les auteurs de la proposition de suggérer de faire passer la « Downtown Relief Line » sous la rue Wellington à la place, en construisant des tunnels de connexion depuis les nouvelles station non seulement jusqu'à Union, mais jusqu'aux stations King et St. Andrew.

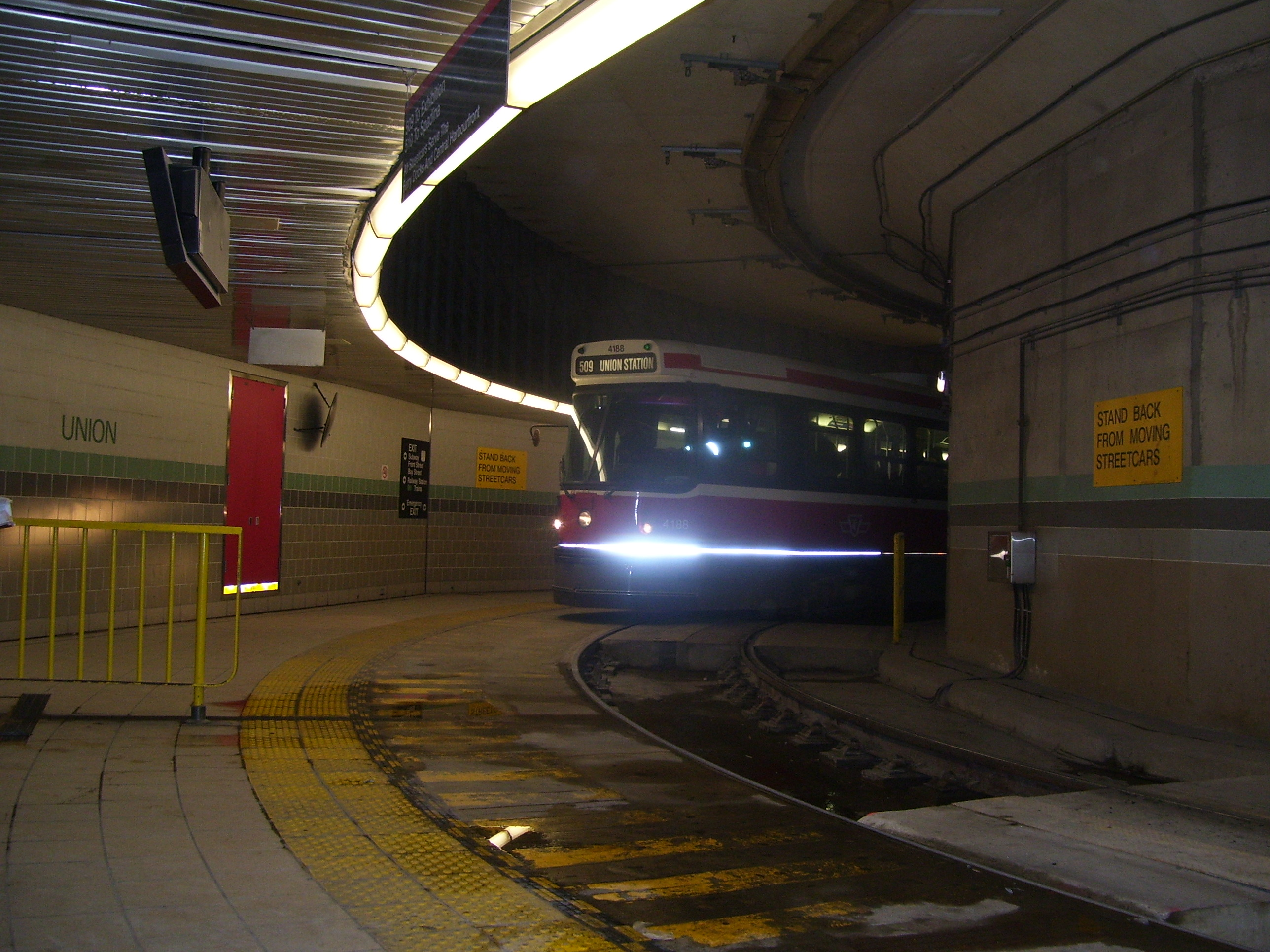
Boucle de tramway de la station Union, 2010

Tout au long des années 1980, la Communauté urbaine de Toronto a continué à travailler sur les moyens de réaménager les terrains ferroviaires et de reconnecter Toronto à son front de lac. En 1985, le conseil métropolitain a approuvé la construction de ce qu'il a appelé le train léger Harbourfront (en réalité une adaptation des tramways de Toronto pour qu'ils circulent sur des emprises privées) entre la station Union, Queen's Quay et Spadina. La pièce maîtresse de ce projet était un tunnel sous la rue Bay, amenant les tramways de Queen's Quay à un quai d'embarquement relié à la station de métro. Après quelques retards, liés en partie à des préoccupations concernant l'emplacement des sorties de secours à la station, la ligne a été ouverte au public le 24 juin 1990.
On accédait au quai du tramway à Union depuis la zone de perception située à l'est, au niveau de la mezzanine, par une volée d'escaliers menant à un tunnel situé immédiatement au sud des voies de métro du côté sud, avant de tourner vers le sud pour rejoindre le quai du tramway, construit entre des colonnes de soutien au niveau inférieur de la gare ferroviaire. Le virage serré a donné lieu à un quai mal conçu, dont une grande partie de l'espace au sol est bloquée pour les passagers afin de tenir compte du large mouvement de balancier des tramways qui tournent. Le carrelage de ce quai ne ressemble en rien au style architectural de la station de métro, avec une palette de couleurs bleu-vert, bien que la police de caractères Univers soit utilisée pour le nom de la station.
Le quai du tramway a subi d'autres changements pour répondre aux problèmes de conception et à l'évolution de la nature du tramway Harbourfront. Des clôtures ont été érigées le long du tunnel piétonnier et le quai a été divisé en deux, afin de séparer les passagers qui arrivent de ceux qui partent. Des boîtes de perception ont été installées à la base des escaliers pour permettre aux inspecteurs de prendre les billets de la TTC pendant les mois où la Commission offrait un service gratuit le long de la ligne Harbourfront. Le 22 juin 1996, lorsque le reste de la station de métro a été rendu accessible aux fauteuils roulants grâce à la construction d'ascenseurs entre la mezzanine et le quai du métro, un ascenseur similaire a été installé dans la cage d'escalier entre la mezzanine et le quai du tramway, même s'il faudra attendre près de vingt ans avant que des tramways accessibles ne soient mis en service.

### Des problèmes de capacité croissants

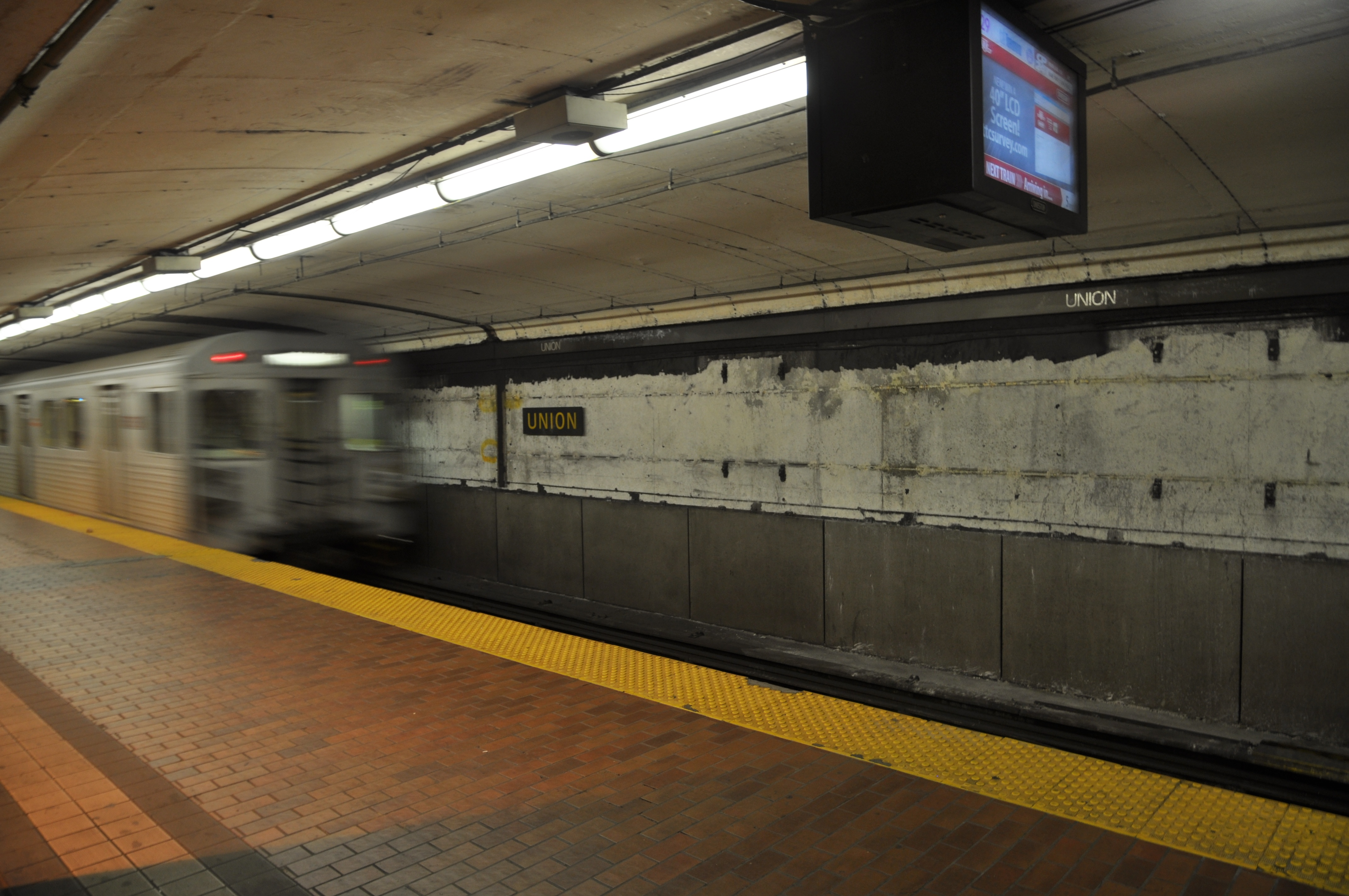
La station Union était la quatrième station la plus fréquentée du système de métro de Toronto, tout en n'ayant qu'un seul quai central.

Dans les années 1990, les problèmes de capacité de la station sont devenus évidents et urgents. Avec l'expansion du centre-ville de Toronto, la revitalisation des terrains ferroviaires de la ville et l'augmentation du nombre d'usagers de GO Transit, la station était la quatrième plus fréquentée du réseau, et elle utilisait la même disposition de base que lors de son ouverture en 1954. La TTC a noté qu'il s'agissait d'une situation potentiellement dangereuse en termes d'affluence. L'utilisation de trains supplémentaires ou le réacheminement de la foule du Skydome vers la station St. Andrew n'étaient pas suffisants. Le fait est que la station était tout simplement trop petite pour répondre aux exigences qui lui étaient imposées et qui allaient probablement l'être à l'avenir.
C'est à cette époque que sont apparues des propositions visant à accroître la capacité de la station en augmentant l'espace des quais. Union disposant d'un quai central, cela impliquait de construire des quais à partir de zéro sur les côtés opposés des voies de métro. La TTC a brièvement envisagé d'ajouter deux quais, un du nord et un du sud des voies, pour un coût de 100 millions de dollars. La construction d'un seul quai au sud de la voie sud était plus faisable et moins coûteuse (40 millions de dollars à l'époque), car elle pouvait être réalisée en creusant dans le fossé qui existait entre le trottoir sud de Front et la gare elle-même (le quai nord aurait nécessité l'étayage de l'hôtel Royal York). Cet aménagement aurait permis aux trains de disposer de leurs propres quais, doublant ainsi la capacité de la station.

### Rénovation de grande envergure

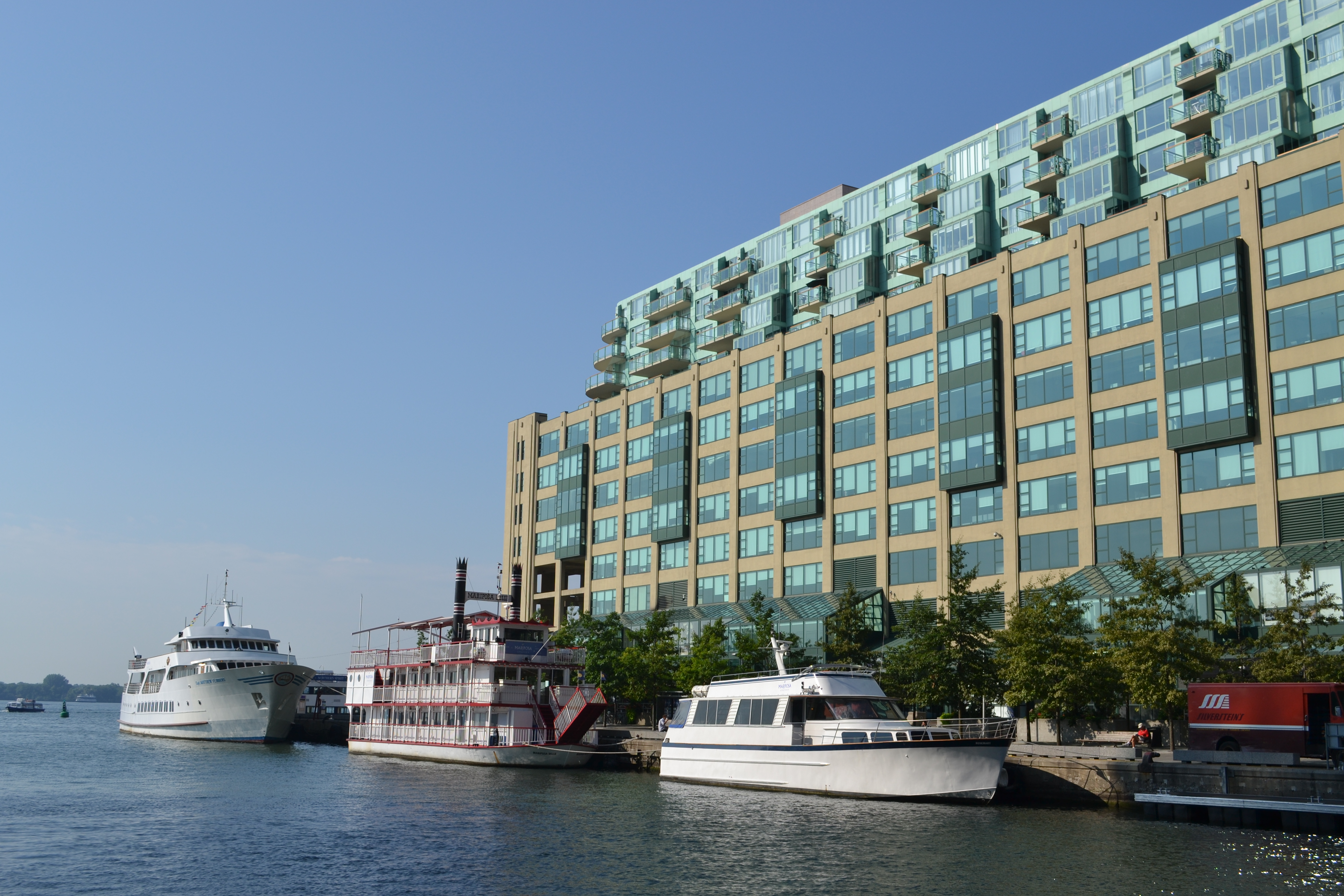
À l'origine terminal d'entrepôt, le terminal Queen's Quay a été converti en 1983 en un complexe de condominiums et de centre commercial.

À la fin des années 1990, le maire de Toronto, Mel Lastman, a pris fait et cause pour le financement des améliorations de la gare Union. Le 3 novembre 1999, il s'est tenu aux côtés du premier ministre de l'Ontario, Mike Harris, et son homologue fédéral, Jean Chrétien, pour annoncer le financement d'une initiative majeure visant à réaménager le front de lac de Toronto. En novembre 2001, cette initiative a donné naissance à « Waterfront Toronto », une entité publique chargée de guider et de relancer le développement de Queen's Quay East et des terrains portuaires de Toronto. Financé par les trois niveaux de gouvernement, Waterfront Toronto a été en mesure de fournir des fonds à la TTC pour financer la construction d'un deuxième quai du métro.
La construction d'une nouvelle infrastructure majeure entre une station et une gare très fréquentées, tout en maintenant l'accès aux deux, s'est avérée être un défi majeur en matière d'ingénierie. La coordination des travaux avec les rénovations et les mises à niveau de la gare Union, située juste à côté, s'est avérée un obstacle encore plus important. Les travaux sur le deuxième quai ont commencé en 2006, mais ils se sont surtout limités au déplacement des services publics à l'intérieur et autour du fossé entre la gare et la rue Front. Ce n'est qu'en mai 2011 que les travaux ont véritablement commencé, bloquant l'accès aux escaliers et à certaines parties des douves entre la gare et la rue Front.
En juillet 2012, le service de tramway vers la station Union a été suspendu par un service de bus reliant la station à l'Exposition nationale canadienne, en raison de la reconstruction des voies sur Queen's Quay. Des retards et des travaux à la station ont fait en sorte que le service de tramway n'a pas rétabli comme prévu au printemps 2013. À l'été 2013, la zone allant du terre-plein de la rue Front à une grande partie des douves de la station avait été excavée sur plusieurs niveaux. La connexion entre la gare et Brookfield Place a été fermée, de même que l'entrée automatique de la station. Les passagers qui se rendent à la station depuis Brookfield Place doivent désormais emprunter le tunnel menant à la Royal Bank Plaza.

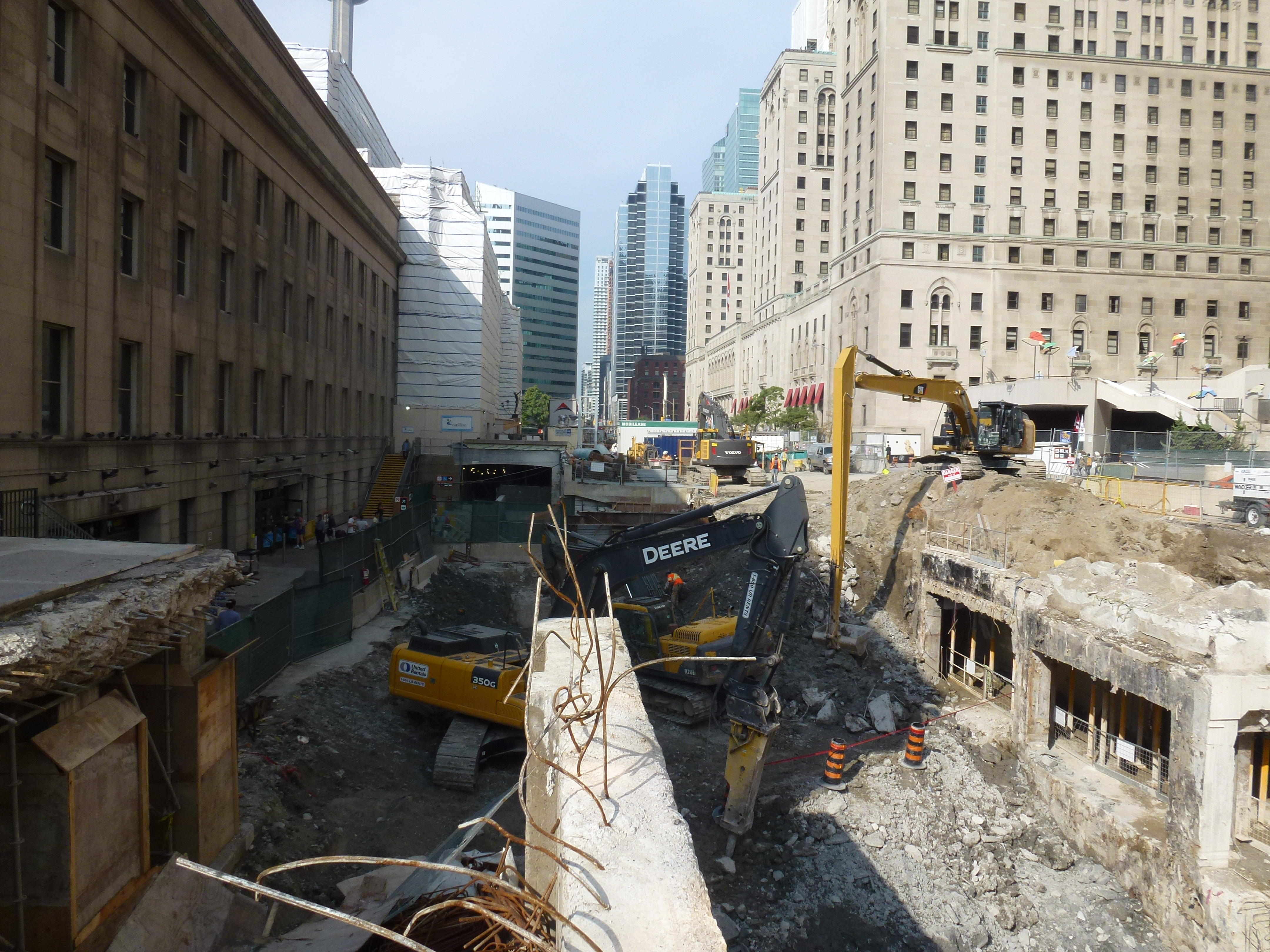
La rue Front a été partiellement fermée à la circulation pour reconstruire les quais de métro (août 2013).

Cependant, une fois la fouille terminée, les travaux se sont déroulés rapidement. Le mur du sud de la station a été enlevé et remplacé par une structure temporaire pour protéger les ouvriers qui posaient les sols et les cages d'escalier. La station a été fermée plusieurs fins de semaine en 2013 et 2014 afin d'accélerer les travaux. La station est devenue un chantier chaotique, mais au moins les passagers pouvaient voir que les travaux avançaient.
Le samedi 16 août à 2h du matin, le dernier train à destination de Yonge a fermé ses portes sur le quai central d'Union. Des équipes ont travaillé toute la nuit pour installer des clôtures afin de bloquer l'accès du quai central aux voies de la ligne Yonge. Pendant le reste de la fin de semaine, le service de métro a été suspendu entre les stations St. Andrew et Union, les trains Yonge faisant demi-tour sur le quai University, tandis que les équipes de travail démantelaient les barrières, nettoyaient les panneaux de construction et préparaient généralement le nouveau quai pour son inauguration au petit matin du lundi 18 août. Du jour au lendemain, la capacité des quais a doublé, ce qui a considérablement atténué les problèmes d'affluence, malgré le fait que les travaux n'étaient pas terminés.
Le deuxième quai offre non seulement l'espace, mais aussi des cages d'escalier plus larges, deux escaliers roulants et des ascenseurs pour faciliter le déplacement d'un grand nombre de personnes. Des dalles grises et des DEL de forte puissance ont considérablement éclairé les quais. La signalisation de la station a été mise en place, conformément aux nouvelles normes de signalisation établie par la Commission quelques mois auparavant et mises en place à la station Bloor-Yonge, mais le nom de la station Union a retrouvé sa police de caractères originale.
Le nouveau quai a reçu des critiques positives, selon les interviews à la caméra réalisées par les médias locaux, mais il reste encore du travail à faire. La phase suivante du projet, à savoir la revitalisation de l'ancien quai du centre (aujourd'hui le quai d'University), n'a pas encore lieu. Les cages d'escalier du quai d'University seront agrandies ou déplacées vers l'arrière afin d'agrandir l'espace du quai. La barrière temporaire bloquant l'accès aux trains Yonge sera remplacée par une installation artistique en verre de 500 pieds de long, appelée « Zones of Immersion », réalisée par l'artiste Stuart Reid. Les travaux d'achèvement de la connexion au quai du tramway, ainsi que des travaux supplémentaires sur les voies du tramway à Queen's Quay, ont fait que la connexion (désormais un tunnel de plain-pied donnant directement sur le quai d'Yonge) n'a pas été inaugurée avant octobre 2014. Le projet s'est achevé en 2015 avec la fin de rénovation de la station.
En 2019, dans le cadre de la reconstruction et de l'agrandissement de la gare Union adjacente, de grandes verrières ont été installées dans la douve qui relie la station au reste du complexe de la gare. Cette voie protégée des intempéries reliant les principaux halls de la gare Union garantit que les usagers n'ont pas besoin de sortir à l'extérieur lorsqu'ils entrent ou sortent de la station.

## Services aux voyageurs

### Accès et accueil

#### Accès

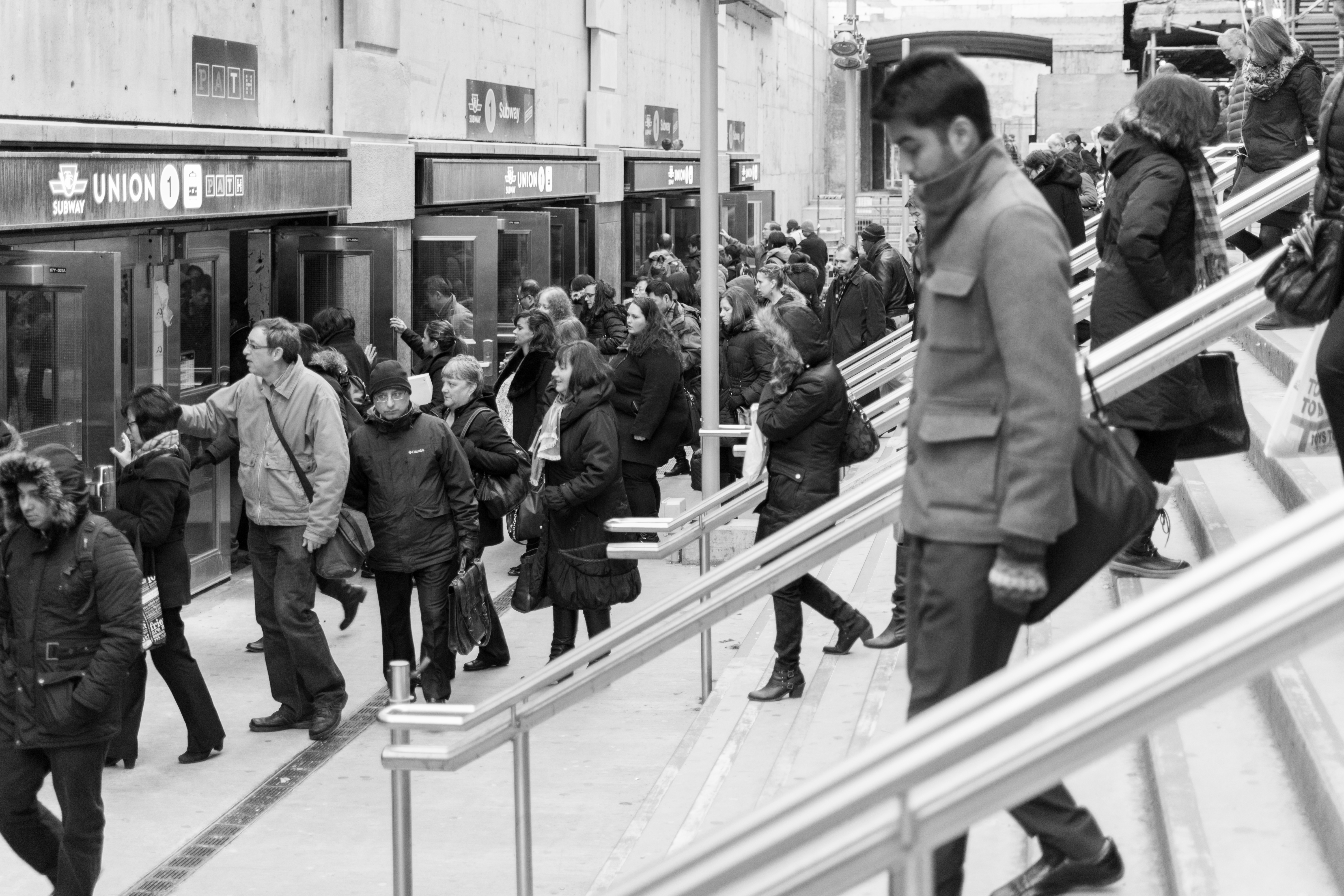
Entrée du métro depuis la gare ferroviaire

La station Union compte quatre entrées principales. Il faut noter que la construction en cours de la gare Union signifie que certaines entrées peuvent être temporairement fermées.
La première série d'entrées se fait à partir de la gare ferroviaire. Ces trois entrées permettent d'accéder au niveau du hall via la gare ferroviaire. L'entrée de la rue Front est située sur la rue Front entre les rues Bay et York, l'entrée de GO Transit est située sur le côté ouest de la rue Bay à 79 mètres au sud de la rue Front Ouest, et l'entrée des douves est située près des rues Front et Bay. Ces entrées sont accessibles aux fauteuils roulants.
La deuxième série d'entrées se fait par le PATH de la rue Bay. L'entrée de la Royal Bank Plaza est située au 200, rue Bay, près de la rue Front. L'entrée de Brookfield Place est également située au même coin, au 181, rue Bay. Les deux entrées sont accessibles aux personnes en fauteuil roulant. Elles sont accessibles par ascenseur, escaliers mécaniques et réguliers.
La troisième entrée est l'entrée à l'angle de Front et Bay dans la rue. Cette entrée est un escalier sur trottoir menant au niveau du hall. La quatrième entrée se trouve à l'angle des rues Front et York, et il s'agit également d'un escalier de trottoir menant au niveau du hall.

#### Accueil

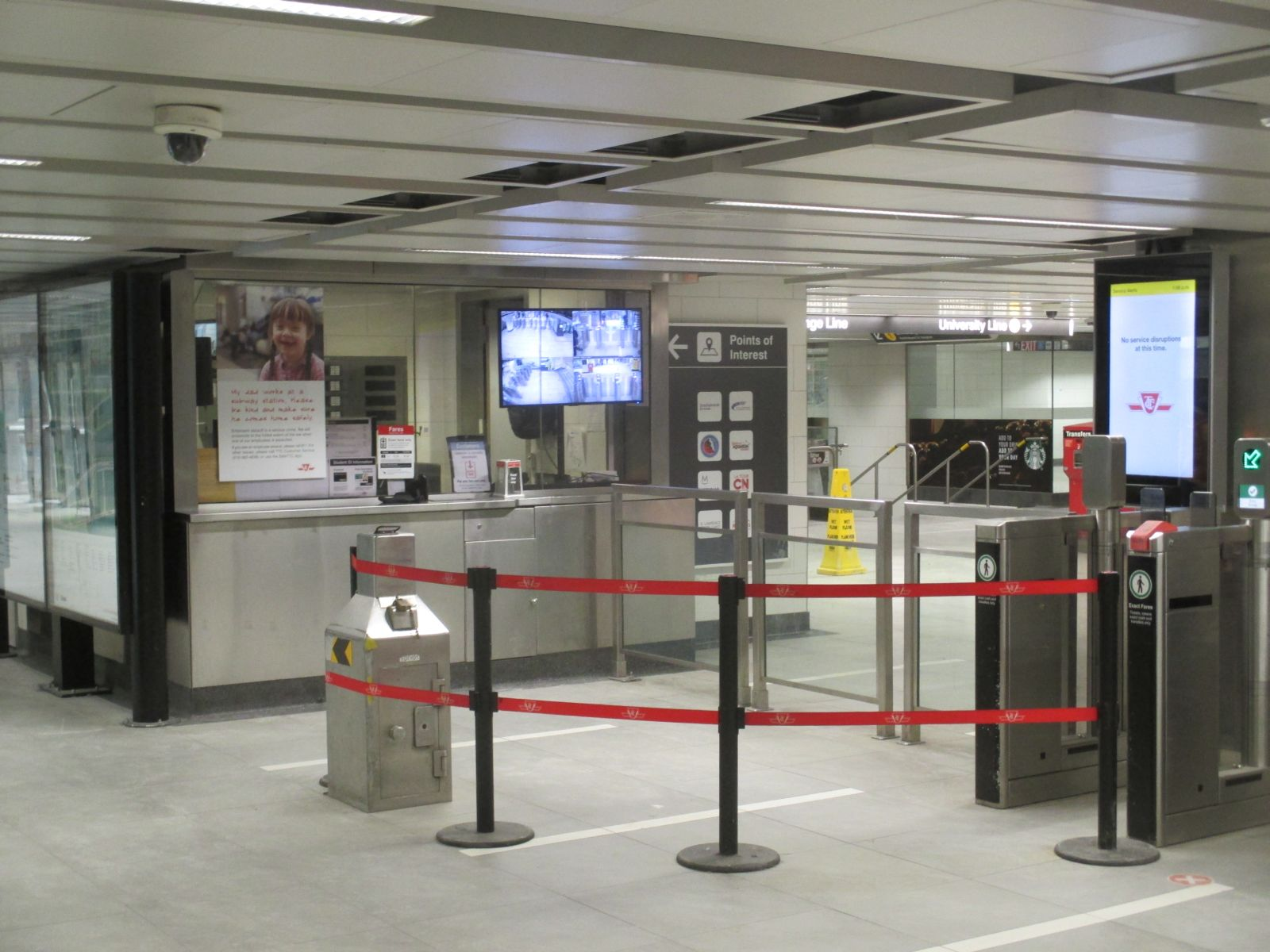
Des portillons d'accès et une file d'attente pour payer en espèces ou avec les anciens moyens de paiement tels que les jetons ou les billets papier

Cette station est composée de trois niveaux. Le niveau de la rue comprend les entrées, les ascenseurs, les escaliers mécaniques et réguliers, les rampes d'accès au niveau du hall. Les passagers peuvent prendre un bus aux arrêts situés dans la rue. L'arrêt de transport adapté est situé à l'entrée principale, près de la station de taxis. La station dispose également d'une station de vélos en libre-service.
Au niveau du hall, on trouve un agent et des portillons d'accès. Les passagers ont accès aux quais de métro et de tramway par des ascenseurs, des escaliers mécaniques et réguliers. L'accès au quai de tramway se fait par le quai de métro en direction de Finch.
Au niveau des quais, on trouve des quais de métro en direction du nord vers Vaughan, ainsi que vers Finch, et un quai de tramway vers la boucle d'Exhibition et la station Bathurst.

### Desserte
Les trains de la ligne 1 Yonge-University circulent toutes les 2 à 3 minutes aux heures de pointe, et toutes les 4 à 5 minutes aux heures creuses. Le premier train à destination de Vaughan passe à 6h01 en semaine, à 6h09 le samedi, et à 8h21 le dimanche. Le premier train pour Finch est à 5h57 en semaine, à 5h55 le samedi et à 8h07 le dimanche. Le dernier train pour Vaughan est à 1h50 en semaine et à 1h47 en fin de semaine. Le dernier train pour Finch est à 1h47 en semaine, et à 1h45 en fin de semaine.
Le tramway 509 Harbourfront circule toutes les 10 minutes ou mieux entre 6h et 1h15 vers la boucle du tramway Exhibition. Le tramway 510 Spadina circule toutes les 10 minutes ou mieux entre 6h et 2h15 vers la station Spadina. La nuit, le tramway 310 Spadina circule toutes les 30 minutes vers la station Spadina.
Étant donné que les tramways de nuit desservent cette station, la station et son guichet demeurent ouverts 24 heures sur 24.

### Intermodalité

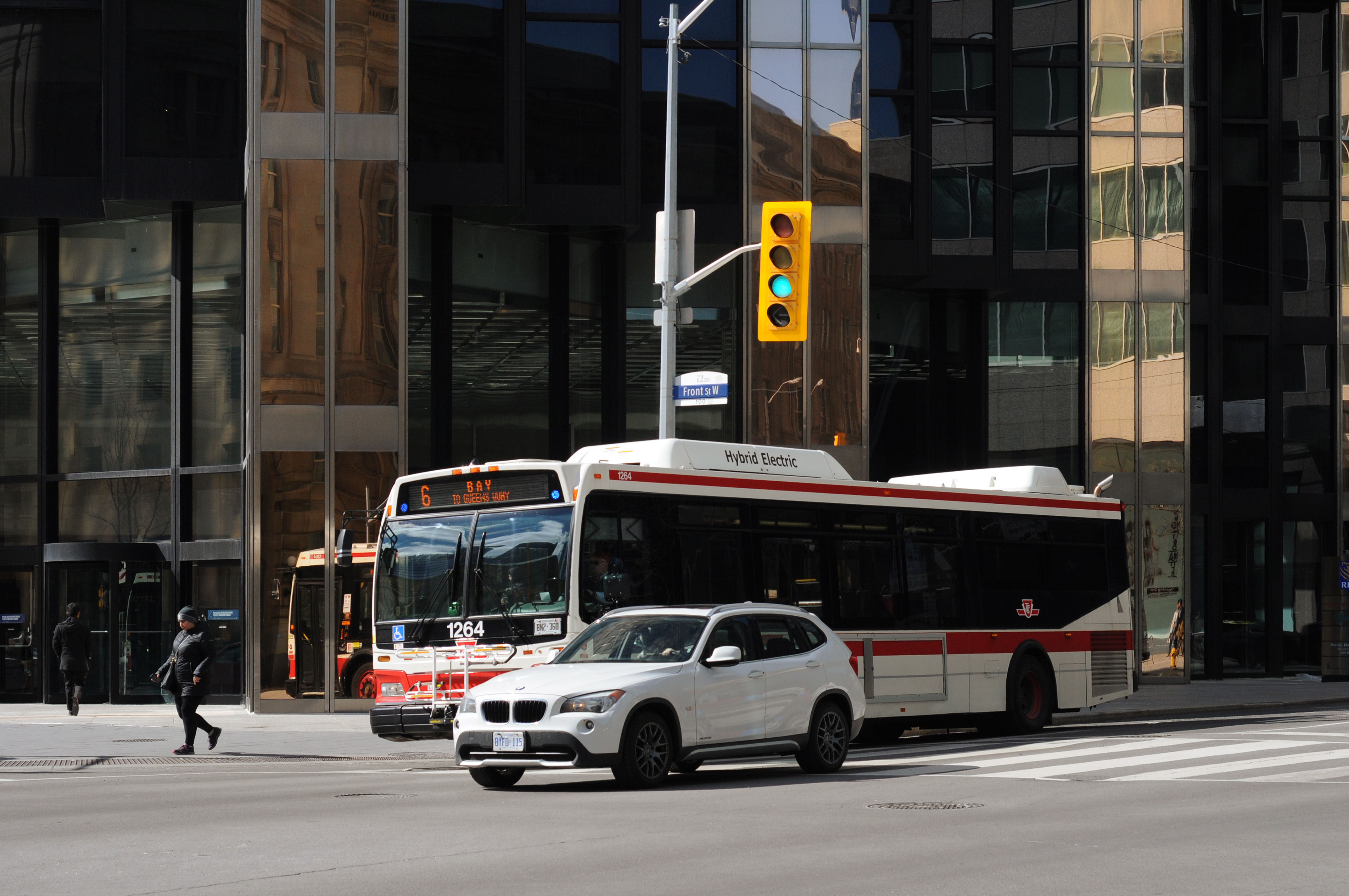
La ligne 6 Bay (présentement la 19 Bay) passant sur la rue Bay près de la rue Front

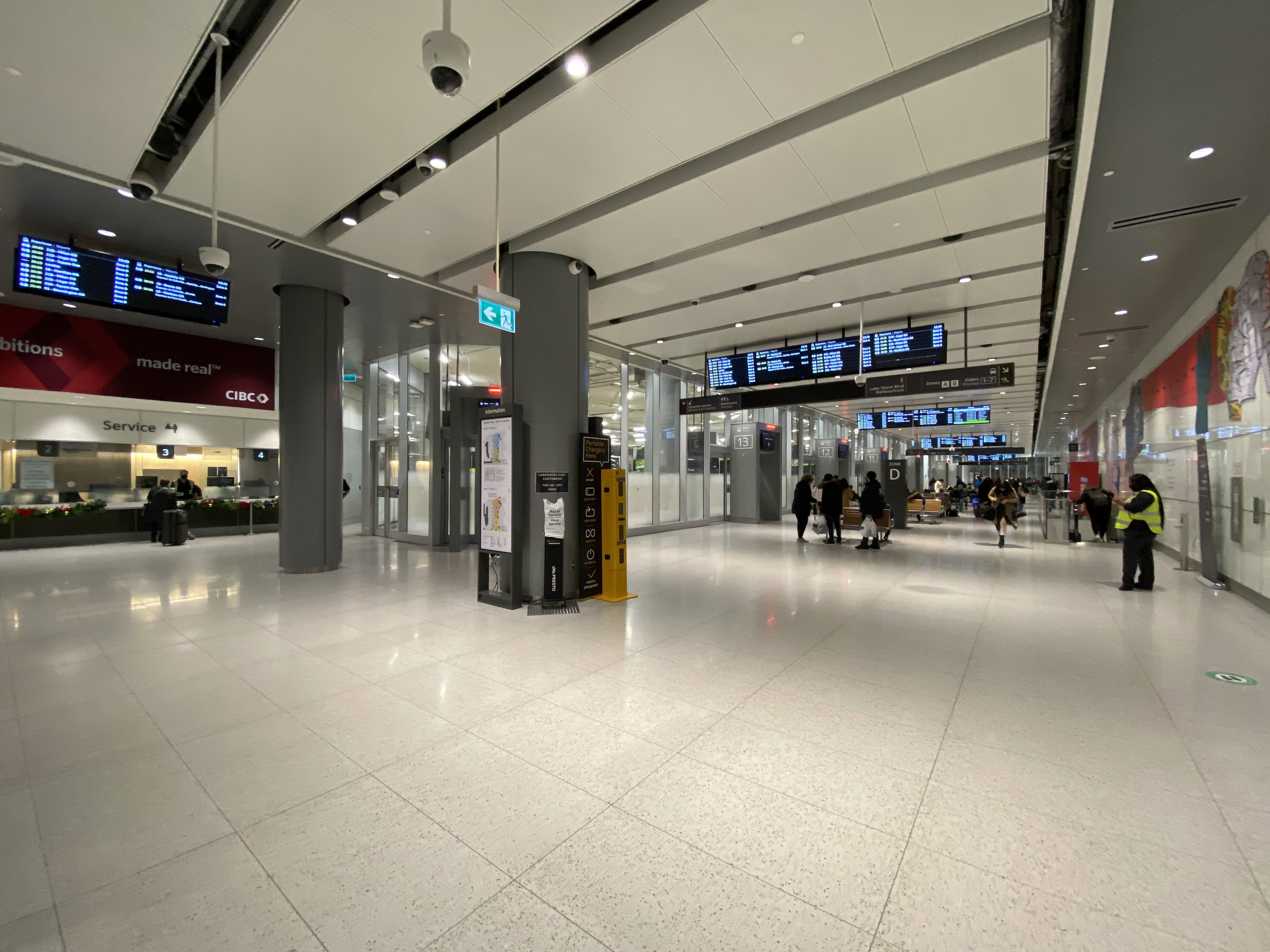
Le niveau supérieur du terminus d'autobus de la gare Union

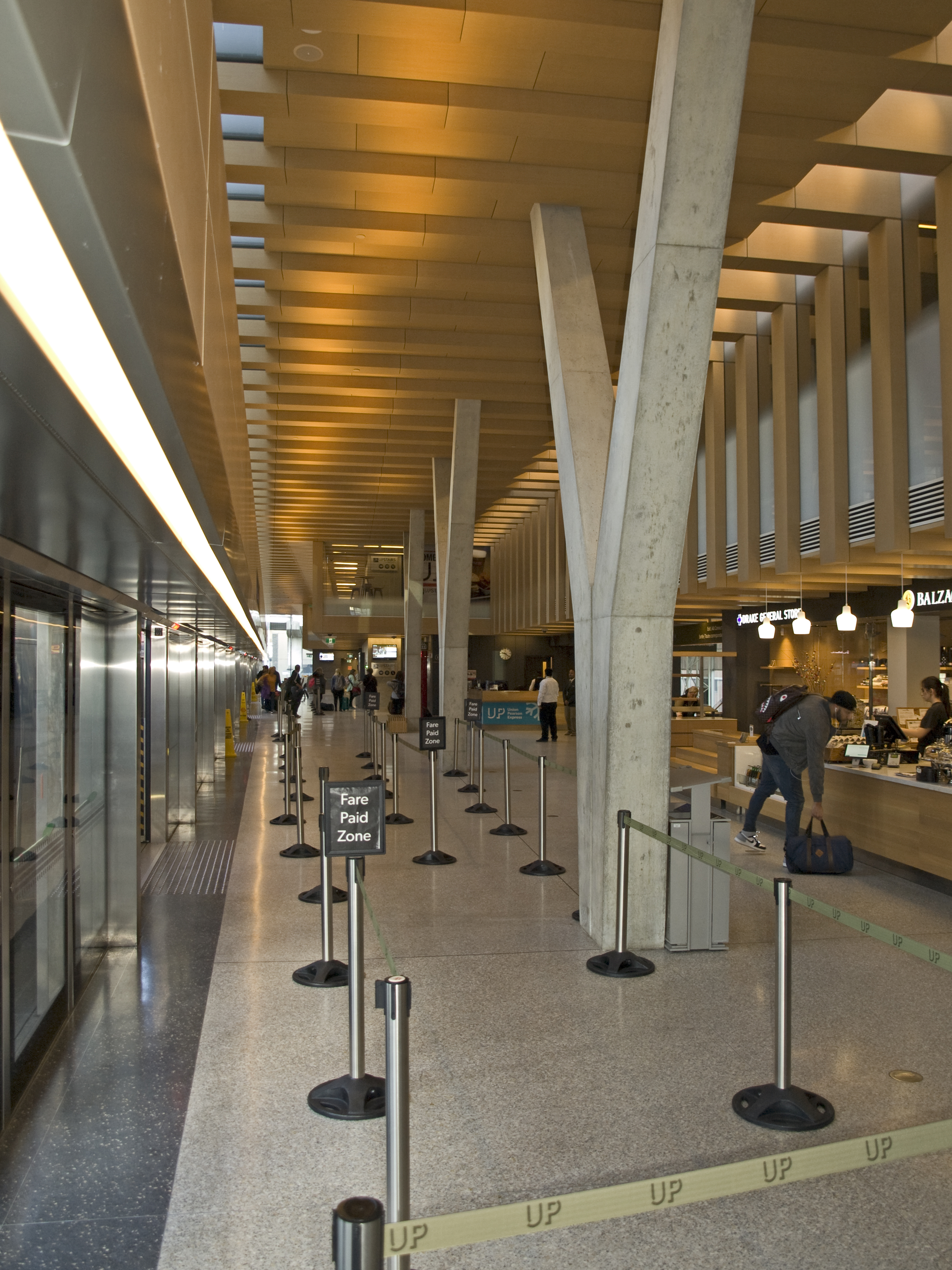
Le quai de l'Union Pearson Express vers l'aéroport Pearson

La station est desservie par les lignes de bus suivantes : 19 Bay, 72 Pape, 97 Yonge, 121 Esplanade—River et 202 Cherry Beach. La nuit, le bus de nuit 320 Yonge dessert un arrêt de bus de rue à l'angle de Bay et Front. Une preuve de paiement est exigée lors de la correspondance, qu'il s'agisse d'une carte Presto ou d'un billet de correspondance.
La station est également desservie par les lignes de tramway 509 Harbourfront et 510 Spadina, ainsi que le tramway de nuit 310 Spadina. La station de métro et le quai de tramway se trouvent derrière les portillons d'accès, ce qui signifie qu'il n'est pas nécessaire de présenter une preuve de paiement pour passer du métro au tramway, et vice versa.
Juste au sud de la station de métro, la gare Union dessert les sept lignes de trains de banlieue. La ligne Lakeshore West, ainsi que la ligne Lakeshore East, circulent toutes les 30 minutes à toutes les périodes, et plus fréquemment aux heures de pointe. Les trains de la ligne Kitchener circulent toutes les 60 minutes à toutes les périodes, et plus fréquemment aux heures de pointe. Les trains de la ligne Milton, ainsi que ceux des lignes Richmond Hill et Stouffville, circulent aux heures de pointe seulement. Les trains de la ligne Barrie circulent aux heures de pointe, ainsi qu'en fin de semaine. La gare dessert également les trains interurbains et de longue distance de Via Rail et d'Amtrak, à destination d'Ottawa, Montréal, Windsor, Sarnia, New York et Vancouver.
La gare ferroviaire est également reliée à une gare routière interurbaine et régionale appleée le terminus d'autobus de la gare Union. Le terminus d'autobus dessert les bus régionaux de GO Transit et les bus interurbains de FlixBus, Greyhound Lines, Megabus, Ontario Northland, Red Arrow et Rider Express.
La station Union est également desservie par un service de navette vers les aéroports Pearson et Billy-Bishop. L'Union Pearson Express est un service de train-navette qui relie la gare Union de Toronto à l'aéroport international Pearson. Le train fait le trajet entre la gare et l'aéroport en 25 minutes, avec un départ toutes les 15 minutes, 7 jours sur 7. Un service de navette gratuit est proposé entre la gare Union et le terminal de traversier de l'aéroport Billy-Bishop. La navette circule toutes les 15 minutes et dure environ 15 minutes en fonction de la circulation.
Des taxis sont disponibles à la boucle du boulevard Bremner, près de Longo's, ainsi qu'à l'extérieur de l'entrée principale (à l'extrémité nord) de la gare, sur la rue Front. Uber et Lyft sont des applications disponibles pour le covoiturage.
Bike Share Toronto, un service de vélos en libre-service à Toronto, dispose de deux emplacements juste à l'extérieur de la gare Union, ce qui en fait un moyen facile de se déplacer et d'explorer. L'un se trouve à l'entrée principale, au nord, et l'autre à l'entrée sud, au 25, rue York. Les vélos à cadre robuste peuvent être pris à n'importe quelle station et ramenés à n'importe quelle station du système de vélos.

## Art public

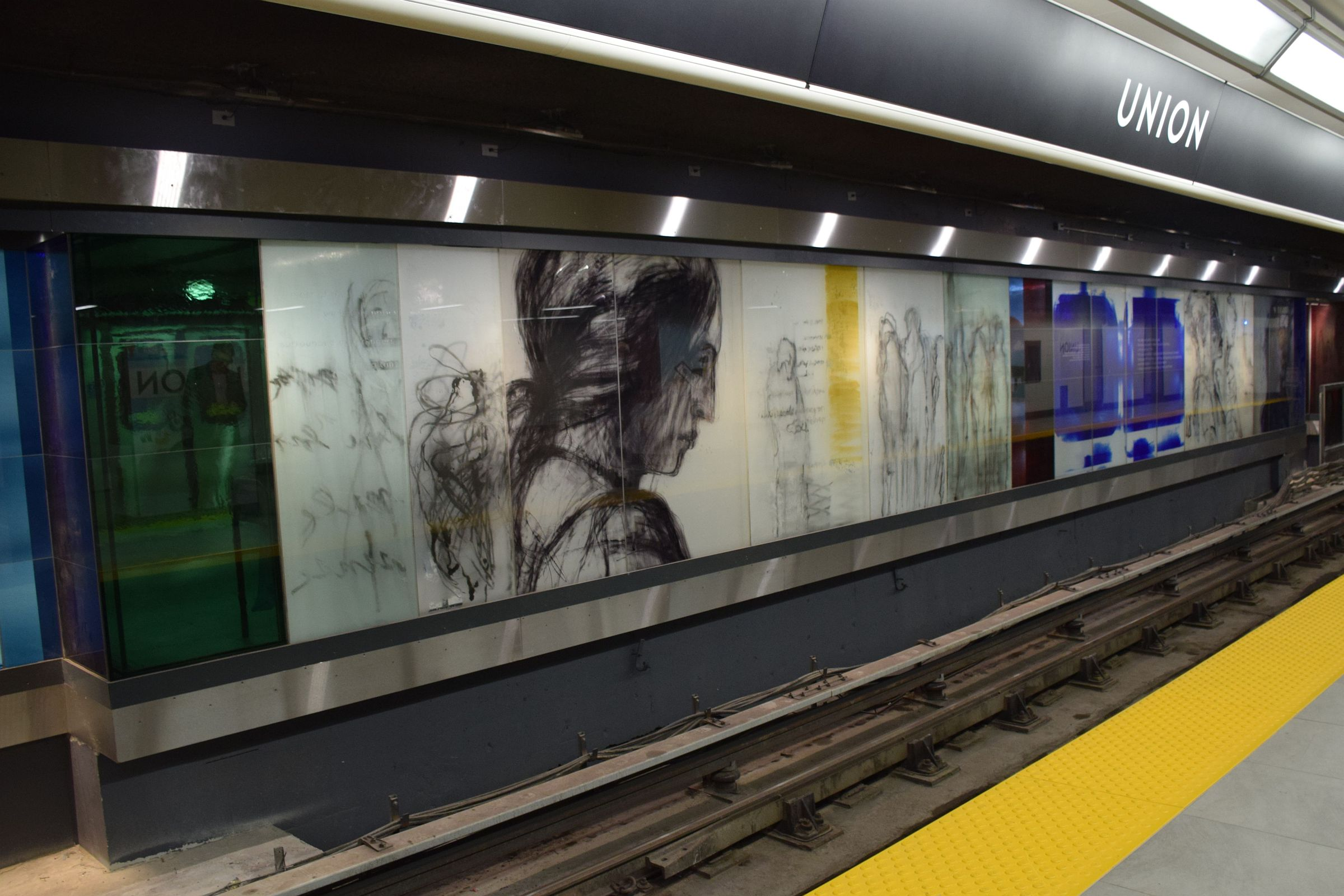
Zones of Immersion par Stuart Reid

« Zones of Immersion » est une peinture murale translucide à transparente de Stuart Reid composée de panneaux de verre argenté, émaillé, gravé à l'acide et stratifié. La conception a répondu à un concours international pour la revitalisation de la station Union et a cherché à évoquer l'expérience vécue par les usagers. Il s'étend sur toute la longueur du quai de métro réaménagé. Les couleurs lumineuses et les portraits monochromes des usagers sont soit réfléchissants, soit transparents, faisant de l'ensemble de l'œuvre d'art un ruban ou un voile.
L'artiste a envisagé le projet comme un art environnemental, une expérience dans laquelle le public est immergé lorsqu'il se promène dans l'espace et attend le train de manière contemplative. Il déclare que « c'est un film, immersif et sensible aux mouvements des spectateurs, qui se voient reflétés, au sens figuré et au sens propre, dans ce rendu subjectif de l'expérience même dont ils font objectivement partie au moment où ils la regardent ».
Le projet architectural étant limité par un espace de plain-pied, bas de plafond et sans pénétration de lumière naturelle, l'œuvre d'art a joué un rôle important dans les aspects qualitatifs de l'espace, y compris la « psyché intégrée » et la création d'une riche interaction entre la couleur et la lumière, le geste et le mouvement humains.
Alors que l'installation d'art public de Reid est censée capturer la sensation de prendre le métro, elle a peut-être trop bien fonctionné et certains passagers se sont plaints de son caractères déprimant, affirmant qu'elle ressemblait à « un dessin d'enfant effrayant dans un film d'horreur ». L'artiste lui-même a expliqué que son but était de créer un reflect authentique de ce que l'on ressent dans le métro, en capturant à la fois des moments les plus joyeux et les plus mélancoliques. Brad Ross, porte-parole de la Commission, a défendu que l'œuvre de Reid « illustre, en fait, les efforts de modernisation de la TTC », que le mur d'art est impressionnant et qu'il attend avec impatience que le public soit en mesure d'apprécier pleinement l'installation artistique.

## Incidents
La station Union étant l'une des plus fréquentées de Toronto, des incidents y ont été signalés plus ou moins suivant.
- Le 1er juin 2012, la ligne 1 a fermé vers 13h entre les stations Osgoode et Bloor-Yonge après que l'eau d'égouts ont inondé la station Union en raison de fortes pluies[49]. Le service complet n'a repris que vers 23h. Cette inondation est devenue un phénomène Internet et des mèmes sur le thème de Shark et Les Dents de la mer ont été diffusés, ainsi que des images du maire de Toronto de l'époque, Rob Ford[50].
- Le 29 janvier 2015, deux agents spéciaux de la TTC ont été filmés en train de se battre avec deux hommes à la station Union. La vidéo a été filmée alors que la station se remplit de supporters sortant d'un match des Maple Leafs de Toronto. Les hommes ont été arrêtés par la police et se sont battus avec deux agents et un préposé sous le regard de la foule. Après enquête, les deux agents spéciaux ont été mis hors de cause lors de l'arrestation qui a dégénéré en une violente bagarre[51]. Les accusations ont ensuite été abandonnées contre ces deux hommes, et la TTC et les deux agents ont été poursuivis pour 4 millions de dollars pour cette confrontation[52].
- Le 22 janvier 2020, un homme âgé conduisant un GMC Acadia est entré dans le tunnel de tramway sur Queen's Quay près de Harbour Square et a parcouru environ 600 mètres à travers celui-ci, montant son véhicule sur un bloc de béton dans le quai de tramway de la station Union. Depuis 2018, des barrières ont été déjà installées à l'entrée du tunnel pour empêcher l'entrée d'un véhicule dans le tunnel[53].
- Le 16 juillet 2022, un homme est mort après une fusillade à l'extérieur de la Scotiabank Arena. L'un des suspects s'est enfui à pied dans la gare, ce qui a incité la police à interrompre brièvement le service alors qu'elle fouillait les alentours[54]. La police a arrêté un suspect quatre jours après la fusillade[55].
- Le 17 décembre 2022, un groupe de huit à dix adolescentes a agressé au hasard plusieurs personnes entre 22h et minuit sur la ligne 1, entre les stations Queen's Park et Union. Les adolescents soupçonnées d'avoir assassinée un sans-abri dans le centre-ville lors d'une attaque en bande sont soupçonnées d'être impliquées dans les agressions[56].
- Entre le 31 décembre 2023 et 1er janvier 2024, la station se retrouve au cœur d'une mauvaise gestion de la foule de la part du Toronto Transit Commission et Metrolinx dû au volume inhabituel de passagers de même que le service a dû être interrompu à cause d'une bagarre[57].

## Projets
La ville de Toronto, en collaboration avec la Commission de transport de Toronto, et Waterfront Toronto, travaillent à la construction d'une nouvelle extension du tramway le long du front de lac de Toronto. La nouvelle ligne de tramway s'étend de la station Union à la boucle du Distillery District et à la zone ouest des Port Lands.
L'infrastructure souterraine existante du tramway, qui consiste en un tunnel d'environ 540 mètres de long sous la rue Bay, de la station Queen's Quay à la station Union, a été inaugurée en 1990. La boucle de tramway existante est actuellement jugée inadéquate pour les niveaux de service actuels, avec un espace insuffisant pour les volumes de clients qui attendent et descendent. Par conséquent, d'importantes améliorations de l'infrastructure sont nécessaires pour accueillir le futur prolongement du tramway vers l'est.
La ville, la TTC, et Waterfront Toronto ont collaboré avec une équipe de consultants externes pour réaliser une étude de faisabilité ciblée et une évaluation des options de transport structurant afin de relier la station Union aux lignes de tramway existantes et approuvées à l'est et à l'ouest de la rue Bay, le long de Queen's Quay. En avril 2019, le conseil municipal a approuvé l'option du tramway comme technologie privilégiée pour la liaison entre les stations Union et Queen's Quay et a demandé au personnel de la ville d'entreprendre la phase de conception préliminaire et d'ingénierie de l'extension du service de tramway vers l'est. Le personnel municipal a également présenté le plan conceptuel d'amélioration de la boucle de la station Union, qui propose quatre quais pour répondre aux prévisions d'achalandage en 2041.
En juin 2022, le personnel municipal a fourni une mise à jour indiquant que la conception était achevée à 30 % et qu'il continuait à faire preuve de diligence raisonnable pour affiner la conception et mettre à jour l'estimation des coûts.

## À proximité
- Tour CN
- Temple de la renommée du hockey
- Palais des congrès du Toronto métropolitain
- Scotiabank Arena (ancien Centre Air Canada)
- Centre Rogers
- Meridian Hall (en)
- TD Canada Trust Tower
- Royal York (hôtel)
- Banque royale du Canada